# Laura de Noves

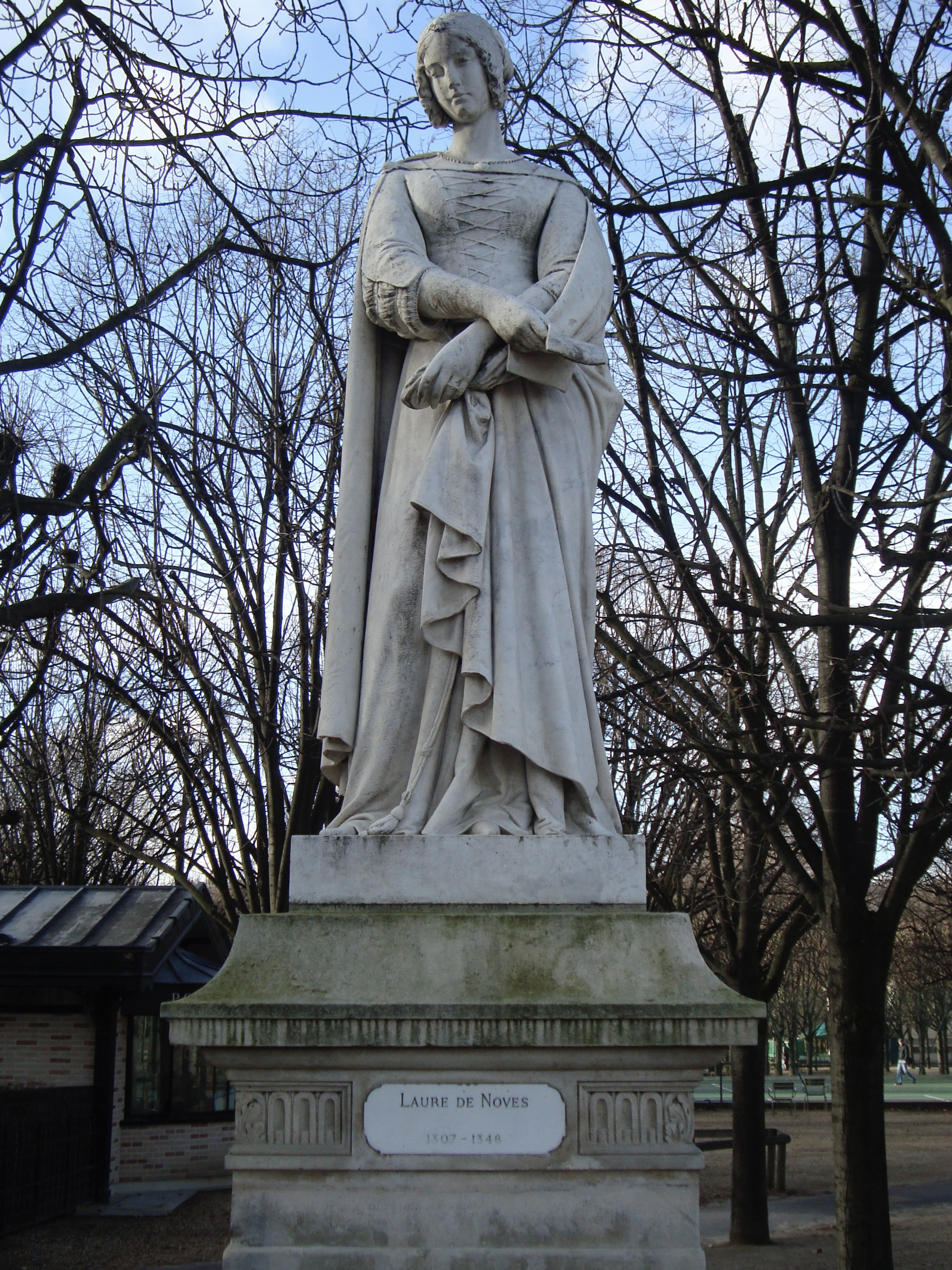
Im 19. Jahrhundert geschaffene Statue der Laura im Jardin du Luxembourg in Paris

Laura de Noves, auch Laure de Sade (* 1310 in Avignon; † 6. April 1348), war die Frau von Graf Hugues II. de Sade. Sie war möglicherweise die Laura, über die der italienische Dichter Francesco Petrarca schrieb.
Sie wurde 1310 als Tochter von Ritter Audebert de Noves und Ermessande de Réal geboren. Sie heiratete als 15-Jährige am 16. Januar 1325. Petrarca sah sie (falls sie es war) erstmals zwei Jahre später am 6. April (Karfreitag) 1327 bei der Ostermesse in der Kirche Sainte-Claire d'Avignon. Sie gebar dem Hugues de Sade elf Kinder: Paul, Audebert, Hugues III. (Vorfahr der späteren Sade inklusive des Marquis de Sade), Pierre, Jacques, Joannet, Philippe, Augière, Ermessende, Marguerite, Garsende. 1348 starb sie an der Pest.
Es finden sich vor allem aus dem Zusammenhang literarischer Veröffentlichung Petrarcas viele Darstellungen der Laura, die jedoch alle nicht zeitgenössisch sind und somit als spekulative Bilder angesehen werden müssen.